# Patrick Brunings
Patrick Brunings (circa 1965/1966) is een Surinaams petrotechnicus en politicus. Hij werkte dertig jaar bij Staatsolie Maatschappij Suriname en had in 2025 de leiding over de exploratieactiviteiten naar olie voor de Surinaamse kust. In 2025 werd hij minister van Olie, Gas en Milieu in het kabinet-Simons op voordracht van de Nationale Partij Suriname (NPS).

## Biografie
Patrick Brunings ging in 1987 naar Nederland om werktuigbouwkunde te studeren, maar schakelde al snel over naar de studierichting mijnbouwkunde en petroleumwinning. Tijdens zijn vakantie in 1993 in Suriname kwam hij in contact met Staatsolie. Het bedrijf was toen nog klein en had een productie van onshore-olie van 7000 vaten olie per dag. Brunings stelde zich ook een toekomst van oliewinning op zee voor en koos na de vakantie veel offshore-vakken. In 2024 zei hij hierover: "Ik heb toen een gok gewaagd en die is gelukkig goed uitgedraaid." In 1994 behaalde hij aan de TU Delft in Nederland de titel ingenieur (ir.), vergelijkbaar met master.
Als sportief tijdverdrijf speelde hij volleybal in Nederland. Later in Suriname maakte hij de overstap naar badminton.
In Nederland was hij een softwarebedrijfje begonnen. Een warme zomerdag voelde eens als een tropische dag in Suriname, maar om hem heen was geen Surinamer te zien. Op dat moment besefte hij dat Nederland nooit helemaal zijn thuis zou zijn. In 1995 was hij terug in Suriname en trad hij in dienst bij Staatsolie. In 2024 herinnerde hij zich lachend: "Het contract dat ze me aanboden was niet echt aantrekkelijk. Met mijn studentenbaantje in Nederland verdiende ik meer." Maar hij wist dat dit wel was wat hij wilde.
Hij werd meteen in het diepe gegooid, zoals dat met nieuwe werknemers bij Staatsolie vaak gebeurde. Hij kreeg de monitoring en optimalisering van productieprocessen tot taak en was daarvoor vaak met de brommer in het productieveld. De ligging van de leidingen was bekend, maar samen met een collega zorgde hij ervoor dat ze ook op kaarten kwamen te staan en gedigitaliseerd werden. Al snel groeide hij door naar een leidinggevende positie. Als Production Asset Manager in Saramacca gaf hij uiteindelijk leiding aan 800 werknemers. In 2025 was hij Exploration & Subsurface Manager voor de offshore-olie van Staatsolie, waarbij hij leiding gaf aan 25 werknemers op het hoofdkantoor.
Bij Staatsolie stond hij zo aan de basis van technologische, organisatorische en productiegerelateerde vernieuwingen binnen de organisatie. Volgens oud-collega's leerde hij zo het hele proces bij Staatsolie kennen, van exploratie tot verkoop. Zijn achtergrond was bekend bij Gregory Rusland, de leider van de Nationale Partij Suriname (NPS). Na de verkiezingen van 2025 bood hij Brunings de positie van minister van Olie, Gas en Milieu aan in het nieuwe kabinet-Simons. Brunings bewilligde en werd op 16 juli 2025 beëdigd.